# Grafenricht (Stulln)
Grafenricht ist ein Ortsteil der Gemeinde Stulln im Landkreis Schwandorf des Regierungsbezirks Oberpfalz im Freistaat Bayern.

## Geografie
Grafenricht liegt auf dem Südufer des Hüttenbaches an der Staatsstraße 2156, 1,4 Kilometer südwestlich von Stulln, 4,1 Kilometer südöstlich der Bundesautobahn 6 und 3 Kilometer westlich der Bundesautobahn 93. Die Umgebung von Grafenricht ist von Quellen und Bächen geprägt, deren Wasser in zahlreichen Fischweihern genutzt wird.

## Geschichte

### 11. bis 18. Jahrhundert
Als Ende des 11. Jahrhunderts das Nabburger Land durch Rodungen weiter erschlossen wurde, entstanden eine Reihe von Ortschaften mit Rodungsnamen, die auf -ried, -reut und -richt enden. Zu diesen Ortschaften gehört auch Grafenricht.
Grafenricht (auch: Gräfenried, Grevenrieth, Gravenrieth, Grafenrieth) wurde 1413 in Zusammenhang mit einer Erbrechtsübergabe in Deiselkühn schriftlich erwähnt.
Im Salbuch von 1473 wurde Grafenricht mit einer Steuer von 6 Schilling 15 Pfennig aufgeführt. Im Salbuch von 1513 war Grafenricht mit einem jährlichen Jägergeld von 6 Höfen und 1 Halbhof verzeichnet. Im Amtsverzeichnis von 1596 erschien Grafenricht mit 6 ganzen Höfen und 1 Gut. Im Türkensteueranlagsbuch von 1606 waren für Grafenricht 4 Höfe, 2 Güter, 9 Pferde, 8 Ochsen, 20 Kühe, 9 Rinder, 2 Schweine, 80 Schafe, 10 Frischlinge und eine Steuer von 19 Gulden und 36 Kreuzer eingetragen.
Während des Dreißigjährigen Krieges sowie davor und danach hatte Grafenricht 1500, 1523, 1583, 1631 und 1712 jeweils 7 Untertanen. Die Kriegsaufwändungen von Grafenricht betrugen 883 Gulden.
Im Herdstättenbuch von 1721 erschien Grafenricht mit 7 Anwesen, 9 Häusern und 9 Feuerstätten. Im Herdstättenbuch von 1762 mit 8 Herdstätten, 4 Inwohnern und 1 Hirtenhaus mit 1 Inwohner. 1792 hatte Grafenricht 7 hausgesessene Amtsuntertanen. 1808 gab es in Grafenricht 8 Anwesen und ein Hirtenhaus.

### 19. und 20. Jahrhundert
1808 begann in Folge des Organischen Ediktes des Innenministers Maximilian von Montgelas in Bayern die Bildung von Gemeinden. Dabei wurde das Landgericht Nabburg zunächst in landgerichtische Obmannschaften geteilt. Grafenricht kam zur Obmannschaft Stulln. Zur Obmannschaft Stulln gehörten Stulln, Brensdorf, Grafenricht, Säulnhof, Schanderlhof, Vierbruckmühle, Geiselhof, Säulnhofermühle und Freiung.
Dann wurden 1811 in Bayern Steuerdistrikte gebildet. Dabei kam Grafenricht zum Steuerdistrikt Säulnhof. Der Steuerdistrikt Säulnhof bestand aus den Dörfern Säulnhof und Grafenricht, den Einöden Schanderlhof, Vierbruckmühle, Geiselhof, Säulnhofermühle und der Abdeckerei Freiung. Er hatte 26 Häuser, 170 Seelen, 250 Morgen Äcker, 60 Morgen Wiesen, 25 Morgen Holz, 5 Weiher, 5 Morgen öde Gründe und Wege, 2 Pferde, 38 Ochsen, 24 Kühe, 25 Stück Jungvieh, 75 Schafe und 24 Schweine.
Schließlich wurde 1818 mit dem Zweiten Gemeindeedikt die übertriebene Zentralisierung weitgehend rückgängig gemacht und es wurden relativ selbstständige Landgemeinden mit eigenem Vermögen gebildet, über das sie frei verfügen konnten. Hierbei kam Grafenricht zur Ruralgemeinde Stulln. Die Gemeinde Stulln bestand aus den Ortschaften Stulln mit 20 Familien, Brensdorf mit 18 Familien, Grafenricht mit 8 Familien, Säulnhof mit 11 Familien, Schanderlhof mit 1 Familie, Vierbruckmühle mit 2 Familien, Geiselhof mit 2 Familien und Freiung mit 1 Familie.
Grafenricht gehörte zunächst zur Pfarrei Schmidgaden im Dekanat Nabburg. 1921 wurde Grafenricht aus der Pfarrei Schmidgaden in die Pfarrei Schwarzenfeld umgepfarrt. 1997 hatte Grafenricht 73 Katholiken.

## Einwohnerentwicklung ab 1819
| Jahr | Einwohner  | Gebäude |
| ---- | ---------- | ------- |
| 1819 | 8 Familien | k. A.   |
| 1828 | 87         | 10      |
| 1838 | 77         | 10      |
| 1864 | 44         | 22      |
| 1875 | 55         | 30      |
| 1885 | 55         | 9       |
| 1900 | 54         | 8       |
| 1913 | 56         | 8       |

| Jahr | Einwohner | Gebäude |
| ---- | --------- | ------- |
| 1925 | 60        | 8       |
| 1950 | 60        | 8       |
| 1961 | 74        | 13      |
| 1964 | 74        | 13      |
| 1970 | 72        | k. A.   |
| 1987 | 76        | 18      |
| 2011 | 75        | k. A.   |